# Бедуи, Нуреддин
Нуреддин Бедуи (араб. نور الدين بدوي‎; род. 22 декабря 1959 года, Айн-Тайя, Алжир, Французский Алжир) — алжирский политик, премьер-министр Алжира с 12 марта по 19 декабря 2019 года.

## Биография

### Ранние годы
Его родители родом из восточного вилайета Уаргла. Окончил Национальную школу управления, работал в счётной палате. Бедуи занимал должность генерального секретаря вилайета Оран, возглавлял несколько вилайетов (Сиди-Бель-Аббес, Бордж-Бу-Арреридж, Сетиф, Константина). 

### В правительстве
С 11 сентября 2013 по 14 мая 2015 год — министр обучения и профессионального образования. С 14 мая 2015 по 12 марта 2019 год он возглавлял министерство внутренних дел.
12 марта 2019 года назначен премьер-министром после отставки Ахмеда Уяхьи на фоне массовых протестов. Новое правительство под его руководством было окончательно сформировано лишь 31 марта. Через два дня, 2 апреля, президент Абдель Азиз Бутефлика подал в отставку. После инаугурации нового президента Абдельмаджида Теббуна 19 декабря уступил место новому премьер-министру Сабри Букадуму.